# Sandrine Gruda
Sandrine Gruda (Cannes, 25 giugno 1987) è una cestista francese.
Alta 192 cm, gioca come centro.

## Carriera
Nel 2007 è stata convocata per gli Europei in Italia con la maglia della nazionale della Francia.
Nel 2009 è stata campionessa d'Europa con la sua Nazionale al Campionato europeo in Lettonia.

## Palmarès

### Squadra
- Campionato WNBA: 1
Los Angeles Sparks: 2016
- Campionato italiano: 2
Famila Schio: 2018-19, 2021-22
- Coppa Italia: 2
Famila Schio: 2021, 2022
- Supercoppa italiana: 3
Famila Schio: 2018, 2019, 2021

### Nazionale
- Europei: 1
Nazionale francese: Lettonia 2009

### Individuali
- FIBA Europe Young Women's Player of the Year Award (2006)
- FIBA Europe Women Player of the Year Award (2009)